# Кориносомоз
Кориносомоз (коринозомоз, corynosomosis) — гельминтоз из группы акантоцефалёзов, вызванный скребнями рода Corynosoma.
Возбудители — скребни Corynosoma strumosum, C. semerme, C. villosum (сем. Polymorphidae). Половозрелые гельминты паразитируют в кишечнике морских млекопитающих, рыбоядных птиц, норок, песцов, лисиц и др. Паразиты наносят вред пушному хозяйству поражая песцов, лисиц, норок. Животные заражаются при поедании сырой рыбы. Длина скребней — 5-9 мм, ширина — до 1 мм. Головка у кориносом покрыта множеством острых крючьев, с помощью которых они раздражают слизистую оболочку кишечника, вызывают кровоизлияния. Яйца паразита попадая во внешнюю среду заглатываются рачками. Рыбы заражаются поедая инвазированных рачков.
У человека паразитируют личинки кориносом.